# Maliattha umbrina
Maliattha umbrina är en fjärilsart som beskrevs av George Francis Hampson 1891. Maliattha umbrina ingår i släktet Maliattha och familjen nattflyn. Inga underarter finns listade i Catalogue of Life.